# 유대인의 종말론
유대인 종말론(Jewish eschatology)은 마지막 날에 일어날 사건과 관련 개념에 대한 유대교 신학의 분과이다. 여기에는 추방된 디아스포라의 모임, 유대주의 메시아의 도래, 사후 세계, 죽은 자의 부활이 포함된다. 유대교에서 종말은 일반적으로 "마지막 날"(aḥarit ha-yamim, אחרית הימים)이라고 불리며, 이 문구는 타나크에 여러 번 등장한다. 이러한 믿음은 시간이 지남에 따라 진화해 왔으며 일부 저자에 따르면 토라에 언급된 보상이나 처벌이 있는 개인적인 사후 세계에 대한 유대인의 믿음에 대한 증거이다. 자유주의적이며 진보적인  개혁파 유대교는 일반적으로 인간 메시아보다는 미래의 메시아 시대에 대한 보다 자유로운 보수주의자의 관점에 동의gks다.

## 같이 보기
- 종말론
- 기독교 종말론
- 개혁파 유대교